# سيتيو نوفو (ريو غراندي دو نورتي)
سيتيو نوفو بلدية في ولاية ريو غراندي دو نورتي في المنطقة الشمالية الشرقية من البرازيل.

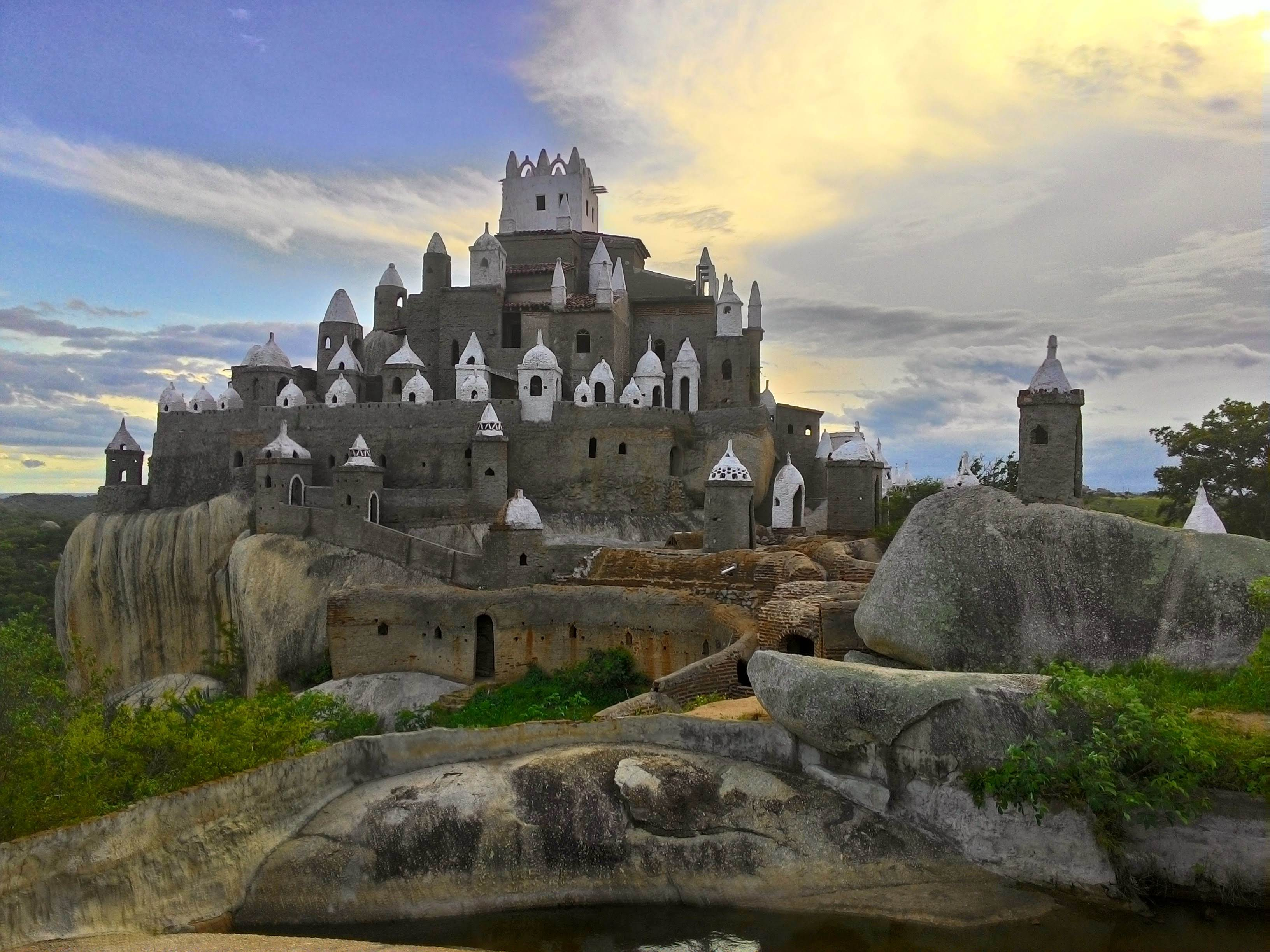
تعد قلعة زي دوس مونتيس من المعالم السياحية الرئيسية في سيتيو نوفو